# Lubaina Himid

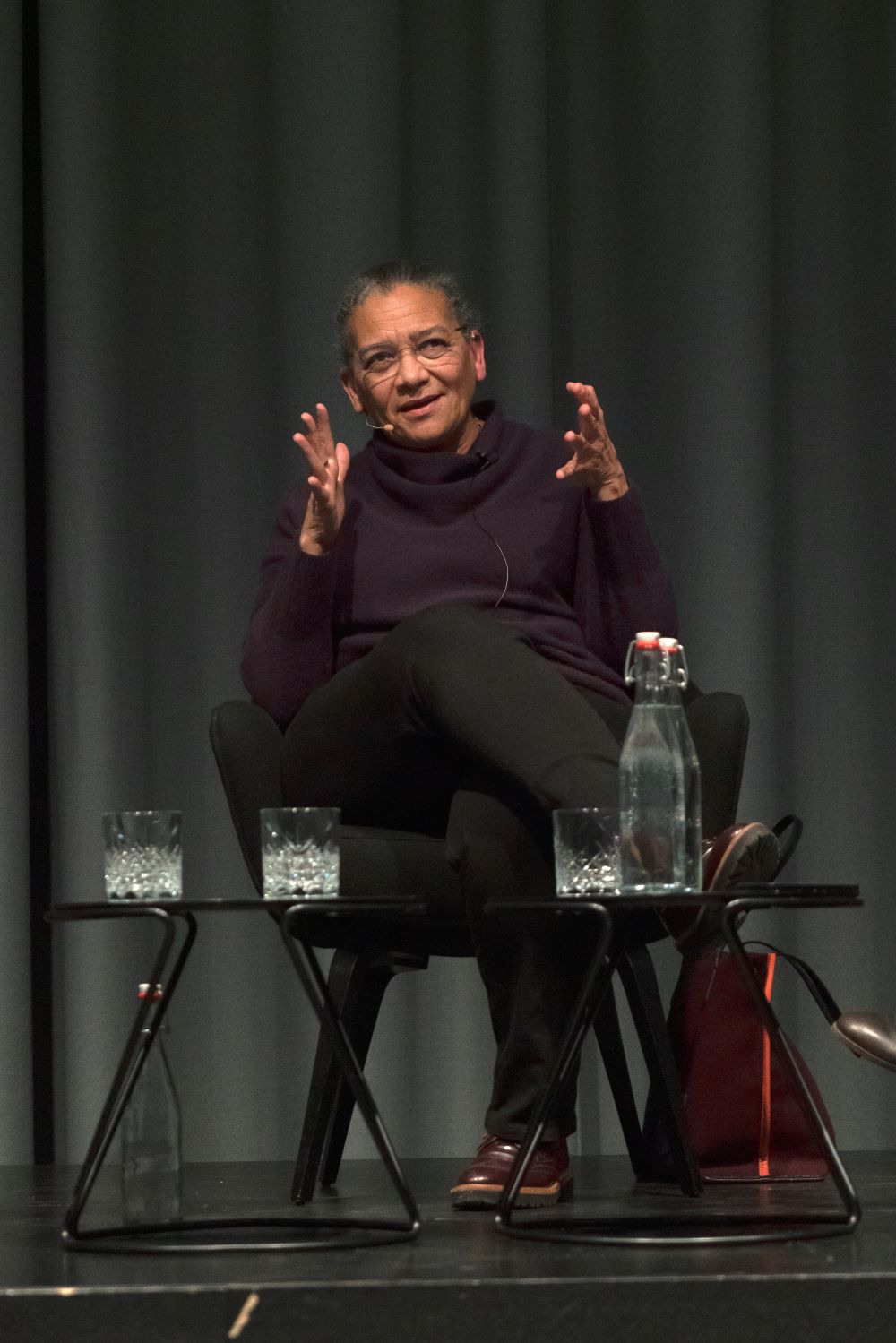
Lubaina Himid, Musée cantonal des Beaux-Arts de Lausanne, 2022

Lubaina Himid (geboren 1954 im Protektorat Sansibar) ist eine britische Malerin, Installationskünstlerin und Hochschullehrerin.

## Leben
Himid zog als Kleinkind mit ihrer Mutter nach Großbritannien. Sie studierte Bühnenbild am Wimbledon College of Art (B.A. 1976). Am Royal College of Art erhielt sie 1984 einen Master of Arts.
Himid engagiert sich seit den 1980er Jahren im Rahmen des Black Art movement. Sie lehrt an der University of Central Lancashire. 2017 erhielt sie den Turner Prize, 2023 den Maria-Lassnig-Preis.
Die Kunsthistorikerin Hana Leaper zieht zwischen Himids Werk  „Swallow Hard: The Lancaster Dinner Service“ aus dem Jahr 2007, das anhand von Tafelgeschirr die Beteiligung am Sklavenhandel zu untersucht Parallelen zu dem Tafelservice berühmter Frauen von Vanessa Bell und Duncan Grant von 1934.
Oft seien es kunsthandwerkliche Arbeiten, die auf die verschüttete Geschichte der Ungleichheit und der geringe Repräsentation von Frauen und Minderheitengruppen aufmerksam machen.

## Werke
- We Will Be (Holz, Farbe, Wolle, Collage, 1983)[4]
- Bone in the China: success to the Africa Trade (Installation, um 1985)
- Revenge: a masque in five tableaux (Installation, 1991–92)
- Zanzibar (Gemäldereihe, 1999)
- Plan B (Gemäldereihe, 1999–2000)
- Swallow Hard: the Lancaster Dinner Service (bemalte Keramik, 2007)
- Negative Positives (grafische Reihe, 2007– )
- Kangas (Arbeiten mit Papier, verschiedene Entstehungsdaten)
- Le Rodeur (Gemäldereihe, 2016)

## Einzelausstellungen
- GA Fashionable Marriage, Pentonville Gallery, London (1986)
- The Ballad of the Wing, Chisenhale Gallery London (1989)
- Plan B and Zanzibar, Tate St Ives (1999)
- Inside The Invisible, St. Jørgens Museum, Bergen, Norway (2001)
- Double Life, Bolton Museum (2001)
- Naming the Money, Hatton Gallery, Newcastle upon Tyne (2004)
- Swallow, Judges’ Lodgings, Lancaster (2006)
- Swallow Hard, Judges’ Lodgings, Lancaster (2007)
- Talking On Corners Speaking In Tongues, Harris Museum, Preston, Lancashire (2007)
- Kangas and Other Stories, Peg Alston Gallery, New York City (2008)
- Jelly Mould Pavilion, Sudley House, Liverpool and National Museums Liverpool (2010)
- Tailor Striker Singer Dandy, Platt Gallery of Costume, Manchester (2011)
- Invisible Strategies, Modern Art Oxford (2016–2017)[5]
- Große Einzelausstellung im Ullens Center for Contemporary Art (UCCA) in Peking im Rahmen des Maria-Lassnig-Preises (2023).[2]

## Auszeichnungen
- 2010: Mitglied des Order of the British Empire für Verdienste um die Kunst schwarzer Frauen[6]
- 2017: Turner Prize
- 2017: Apollo Award in der Kategorie Artist of the Year[7]
- 2018: Commander des Order of the British Empire für Verdienste um die Kunst[8][9]
- 2018: Aufnahme in die Royal Academy of Arts in London[10]
- 2023: Maria-Lassnig-Preis[11]
- 2025: Ehrenmitgliedschaft der British Academy[12]